# Den standhaftige tinsoldat (film)
 For alternative betydninger, se Den standhaftige tinsoldat. (Se også artikler, som begynder med Den standhaftige tinsoldat)
Den standhaftige tinsoldat er en dansk-norsk dukkefilm for børn fra 1955, der er instrueret af Ivo Caprino. Filmen er baseret på H.C. Andersens eventyr af samme navn fra 1838.

## Handling
H.C. Andersens eventyr som dukkefilm.

## Medvirkende
- Mogens Wieth